# Matsunaga Akira (Fußballspieler, 1914)
Matsunaga Akira (jap. 松永 行; * 21. September 1914 in Yaizu; † 20. Januar 1943 bei Guadalcanal, Salomon-Inseln) war ein japanischer Fußballspieler.
Matsunaga wurde bei den Olympischen Sommerspielen 1936 zweimal für die japanische Auswahl aufgestellt. Gegen Schweden gelang den Japanern ein 3:2-Erfolg, gegen Italien verloren sie mit 0:8.
Matsunaga kam im Zweiten Weltkrieg in der Schlacht um Guadalcanal 1943 ums Leben.